# Beierstedt
Beierstedt er en kommune i den sydlige del af Landkreis Helmstedt, i den sydøstlige del af den tyske delstat Niedersachsen. Den har en befolkning på omkring 400 mennesker (2012), og er
en del af amtet (Samtgemeinde) Heeseberg.
Beierstedt ligger syd for Naturpark Elm-Lappwald.